# 乗合馬車

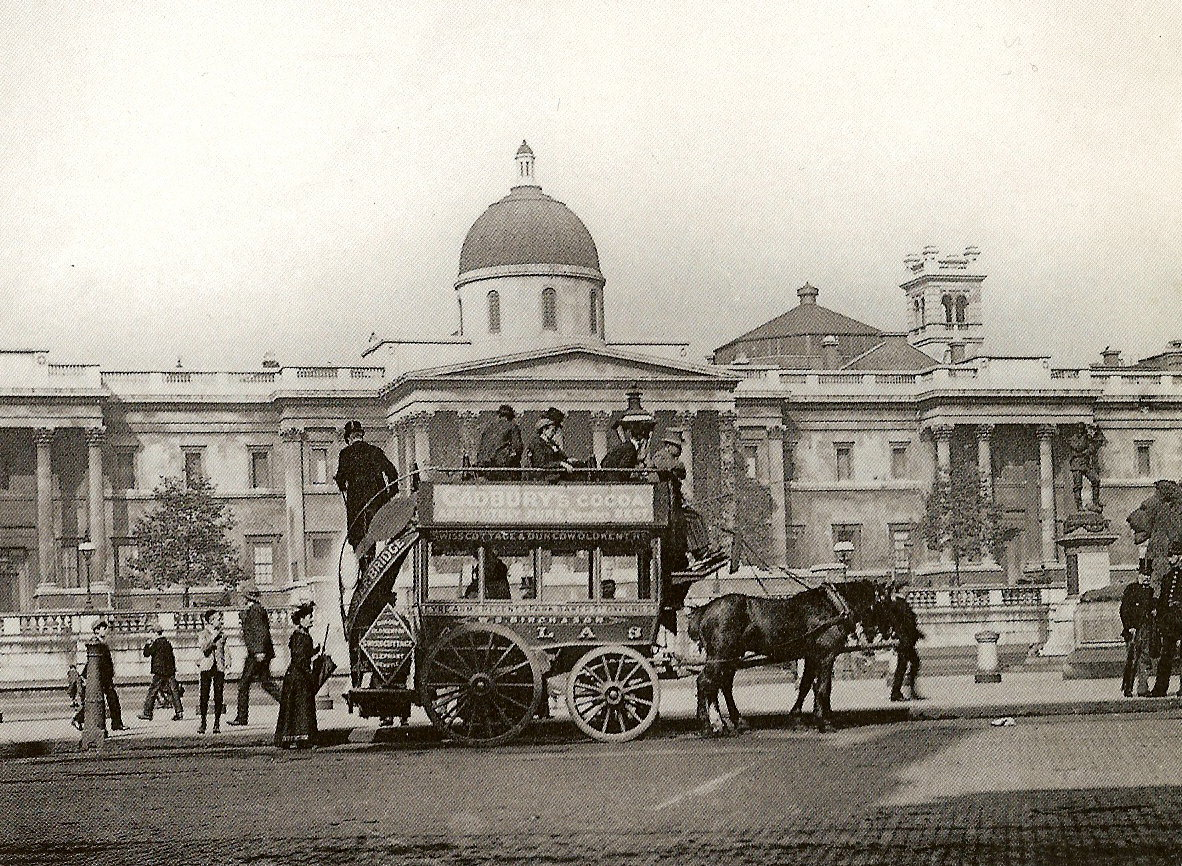
ロンドンの乗合馬車（1890年ごろ）

乗合馬車（のりあいばしゃ）は、不特定多数の客を乗せ、一定の路線を時刻表にしたがって運行される馬車である。今日の路線バスの起源となった公共交通機関であり、辻馬車（タクシーの起源）とは区別される。また都市間などの長距離で運行されるものは駅馬車と呼ばれる。ここでは都市内の短距離で運行される乗合馬車について記述する。
フランス語ではオムニビュス、英語ではオムニバス（共に omnibus）と呼ばれ、後の「バス」の語源となった。
乗合馬車を路面に敷かれた軌道上を走行するようにしたものが馬車軌道であり、後には路面電車となった。

## 起源
世界初の乗合馬車は1662年にブレーズ・パスカルによってフランスのパリで導入された5ソルの馬車である。これは定員8人の馬車を使い、一定の路線をあらかじめ定められた時刻表にしたがって運行された。しかし1677年には辻馬車との競合や経営難により廃止された。
乗合馬車が最盛期を迎えたのは19世紀であり、1820年代に再発明された。その背景には人口の増加や産業の発展に伴う都市の拡大、道路の改良、運賃を支払うことのできる中産階級（プチ・ブルジョワ）層の出現などがある。

### イギリス: マンチェスターのジョン・グリーンウッド（1824年）
イギリス・マンチェスターのペンドルトン(Pendleton)料金所の所有者であったジョン・グリーンウッド(John Greenwood)は、1824年1月1日からペンドルトンとマーケット・ストリート(Market Street)の間で乗合馬車の運行を始めた。馬車は8人から9人乗りで一日3往復運行され、運賃は6ペンスであった。

### フランス: ナントのエティエンヌ・ビュローとスタニスラス・ボードリー（1826年）
19世紀初めにフランス・ナントの船主の孫であったエティエンヌ・ビュローが、市内の事務所と倉庫の間で従業員を運ぶ馬車を考案している。
同じナントで工場を経営していたスタニスラス・ボードリーは、1826年に工場に隣接する公衆浴場と市内中心部を結ぶ送迎馬車の運行を始めた。ボードリーはやがて馬車の運行そのものが事業になることに気づき、ボイエルデューのオペラにちなんで「白婦人(La Dame Blanche)」と名付けた乗合馬車の運行を始めた。

### パリ

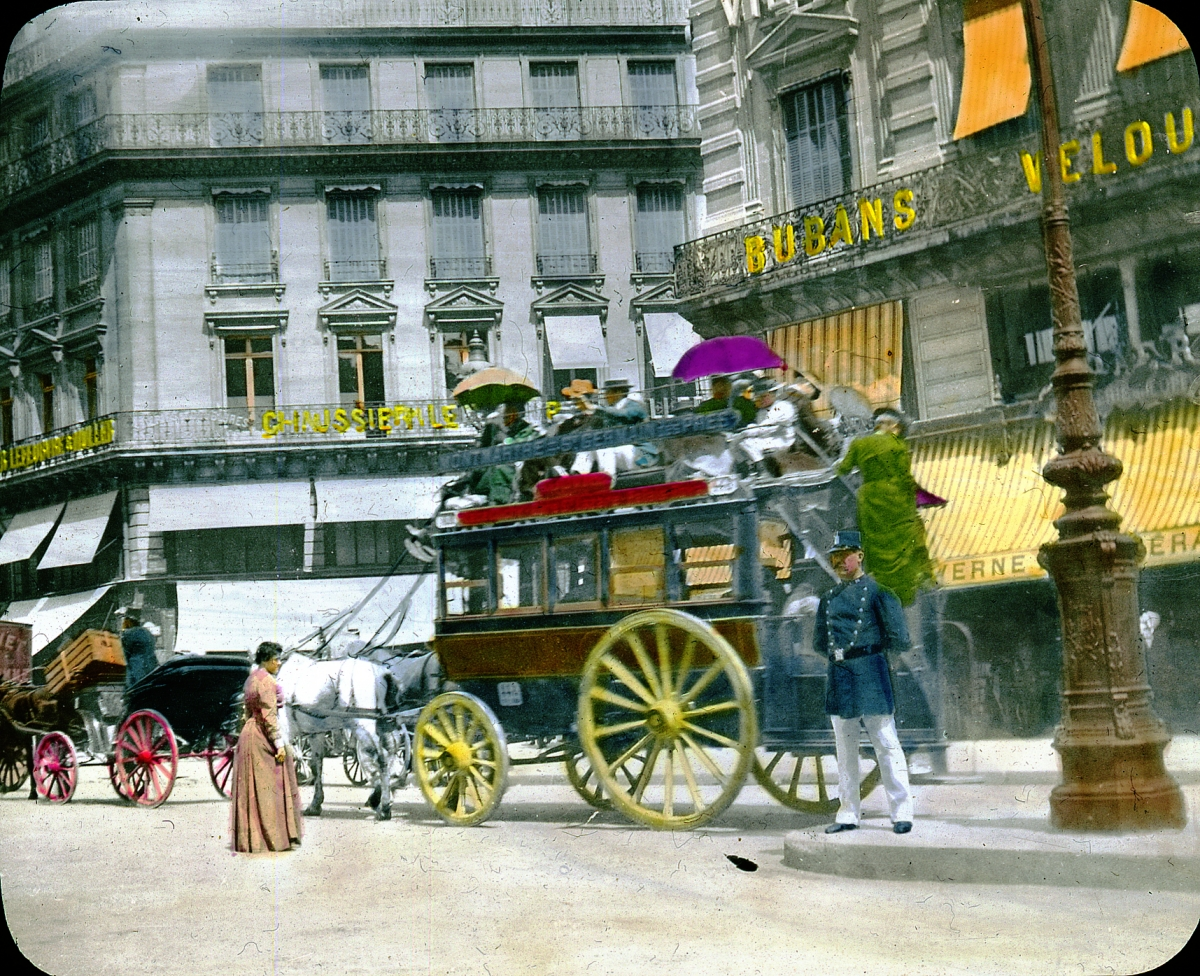
1900年ごろのパリの乗合馬車

ボードリーの始めた乗合馬車事業は急速に他の都市へも広まった。ボードリー自身も1828年にはパリに進出し、10系統の乗合馬車を運行した。しかしすぐに他の事業者との競争が生じた上、天候不良による飼料の高騰や不動産投資の失敗もあって1830年にボードリーの会社は倒産、ボードリーは自殺した。
ボードリーの乗合馬車は車内を前（一等）、中（二等）、後（三等）の三つに区分し、各区画に横方向（クロスシート）の座席を設けていた。運賃は一等が6スー（0.3フラン）、二等が5スー、三等が4スーであった。ボードリーの事業を引き継いだ会社では等級制を廃止し、座席を縦方向（ロングシート）とした。さらに異系統の乗合馬車を乗り継ぐことのできる制度が設けられ人気となった。

### 馬車軌道の誕生
1832年にアメリカ合衆国・ニューヨークのハーレム地区において、路面に敷かれた軌道上を走る馬車軌道(streetcar)が生まれている。馬車軌道はその後アメリカ各地に広まり、大陸ヨーロッパでは1855年にパリで「アメリカ式鉄道(Chemin de fer Américain)」として導入された。馬車軌道は乗合馬車の系統を置き換えていったが、乗合馬車も経費の安さから用いられ続けた。

## 「オムニバス」の語源
フランス語や英語で乗合馬車を意味するomnibusは、元はラテン語 omnes「すべて」の変化形 omnibus に由来し「すべてのもののために」「すべての人のために」を意味する語である。これがナントにおけるボードリーの乗合馬車の通称となり、やがて乗合馬車を意味する一般名詞となったのであるが、その由来には諸説ある。
一般的に知られている説は以下のようなものである。当時のナントにオムネ(Omnès)という名の帽子店があり、店名と「すべての人はすべての人のために」というラテン語の標語を掛け合わせた "Omnes Omnibus" という看板を掲げていた。この看板の前がボードリーの馬車の乗り場となっていたため、馬車を "omnibus" と呼ぶようになった。
これはフランスの都市交通博物館による説明であり、本城靖久『馬車の文化史』もこの説を採用している。しかし "Omnes Omnibus" という看板が存在したという同時代の記録はなく、ナント市公文書館によればそもそも乗合馬車の路線沿いにオムネなる帽子店が実在したかも確認されていない。
一方で、omnibusという通称はボードリーの会社の会計係であったダゴール(Dagault)によりラテン語から直接考案されたとする説もある。ダゴールの息子のE.ダゴールがナント市公文書館に寄贈した資料によれば、あるとき事務所で、「白婦人」という名前ではあるが、それが男性、女性、子供のいずれをサービスの対象としているかとは関係ないということが話題となった。このときダゴールが、ならば「すべての人のための車(voitures omnibus)」と呼べばよいと提案し、この別名が普及したという。
乗合馬車の意味でのomnibusという語が最初に記録されたのは1826年12月2日付けの雑誌Petit Bretonの記事である。1828年のパリ進出以降はボードリーはomnibusという名を正式名称として用いた。

## 車両の発達
1855年にパリの乗合馬車事業が乗合馬車一般会社(Compagnie Générale des Omnibus, CGO)に統一された頃には、屋根の上にも座席を設けて定員を増やした馬車が現れている。このころには屋上席への乗り降りには梯子を必要としていた。1878年にパリで車両の後方に乗降用のデッキを設け、ここに屋上席への螺旋階段を取りつけた車両が導入された。
1881年にはマルセイユで馬車製造業者のリペール(Ripert)によって、「リペールの車(Car Ripert)」と呼ばれる形式の馬車が発明された。これは馬車軌道の車両にならって前後二つの乗降用デッキを有し、小型の車輪を車体の内側に取りつけていた。屋上席はなく、比較的需要の小さい系統で用いられた。

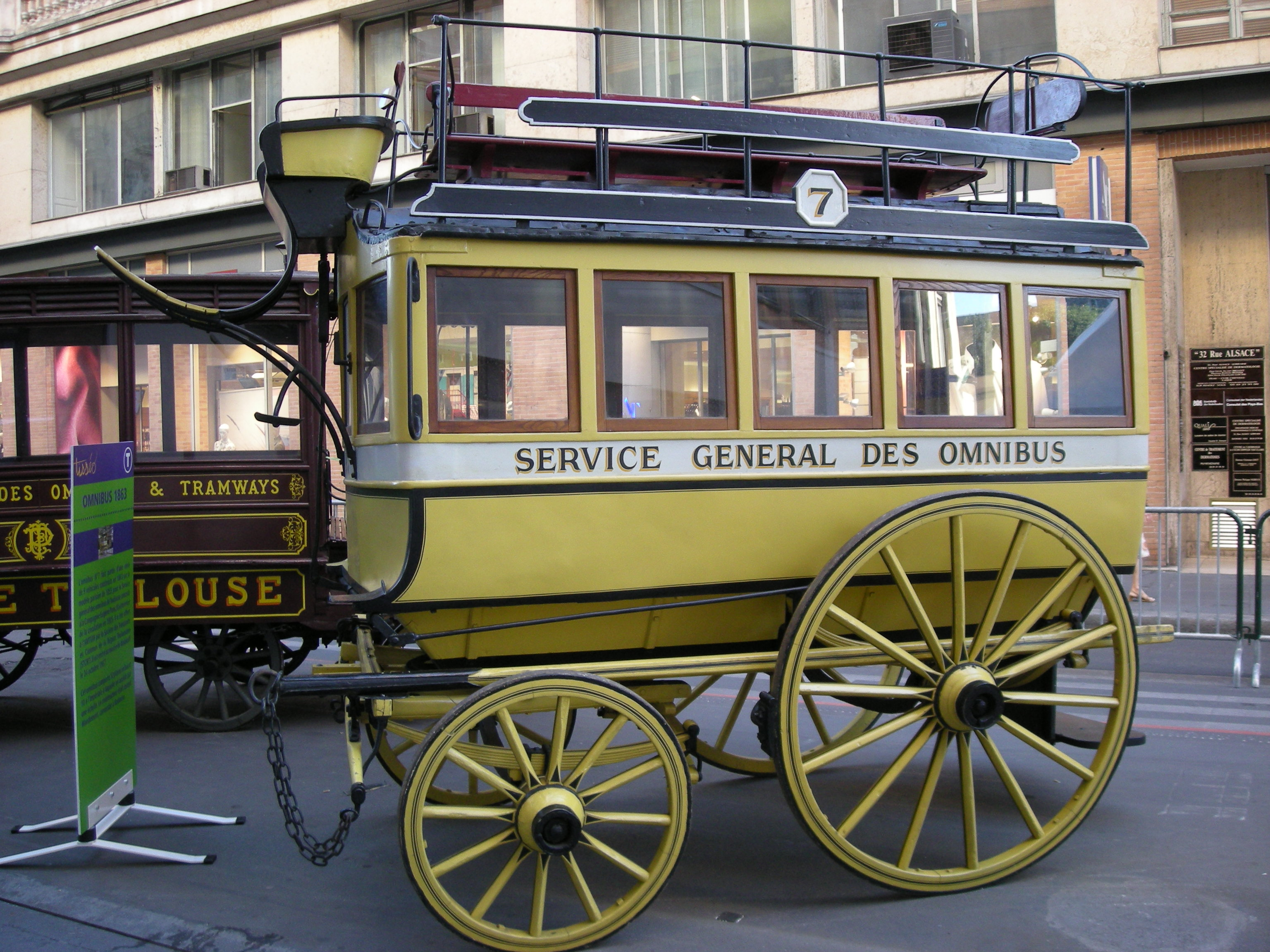
リペール以前のトゥールーズの乗合馬車。1855年のパリの車両の模倣。屋上席へは梯子で上る。
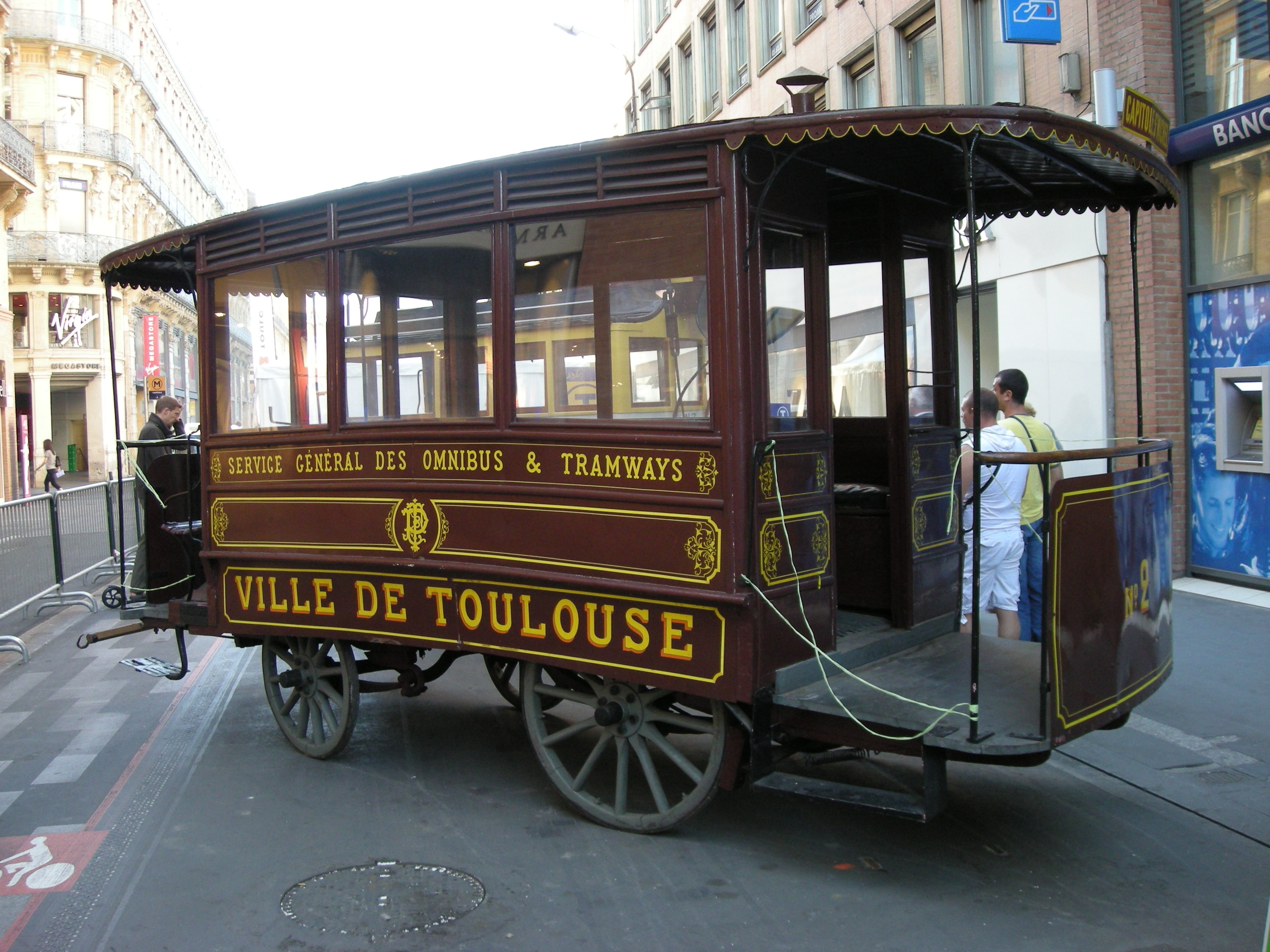
リペール式の乗合馬車（トゥールーズ）。
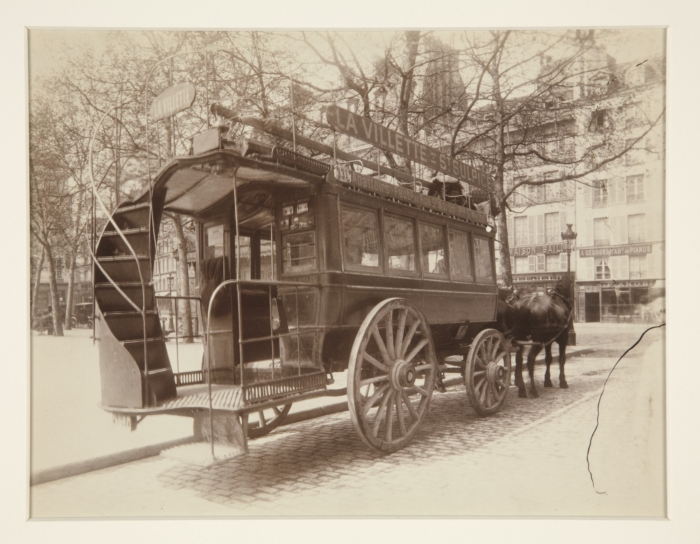
螺旋階段つきのパリの乗合馬車（1910年）。

## 衰退
19世紀末に乗合自動車（バス）が発明されると、乗合馬車のバスによる置き換えが進んだ。20世紀初めには実用的な交通機関としての乗合馬車は消滅した。

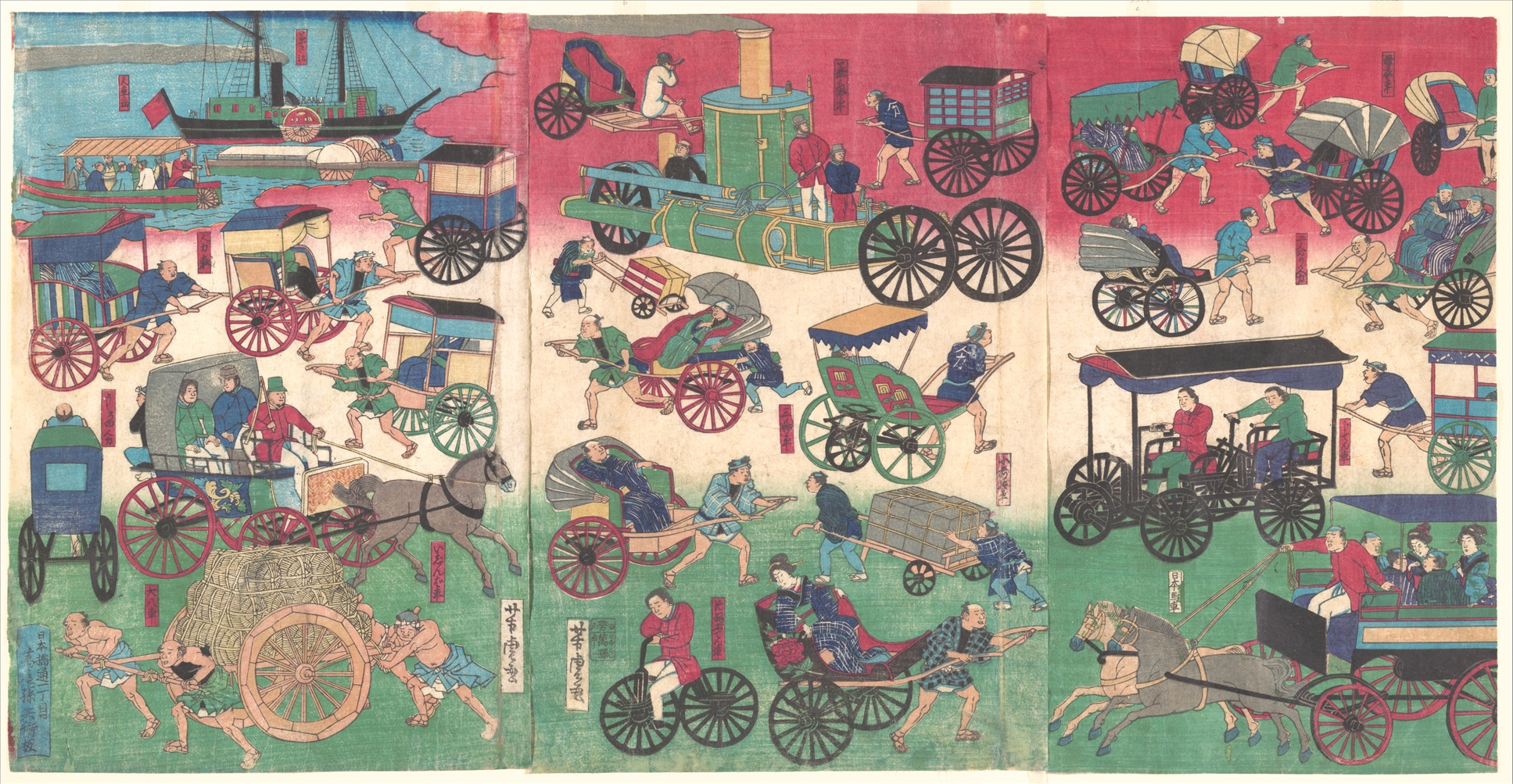
1870年歌川芳虎による乗り物図。右下に乗合馬車

## 日本

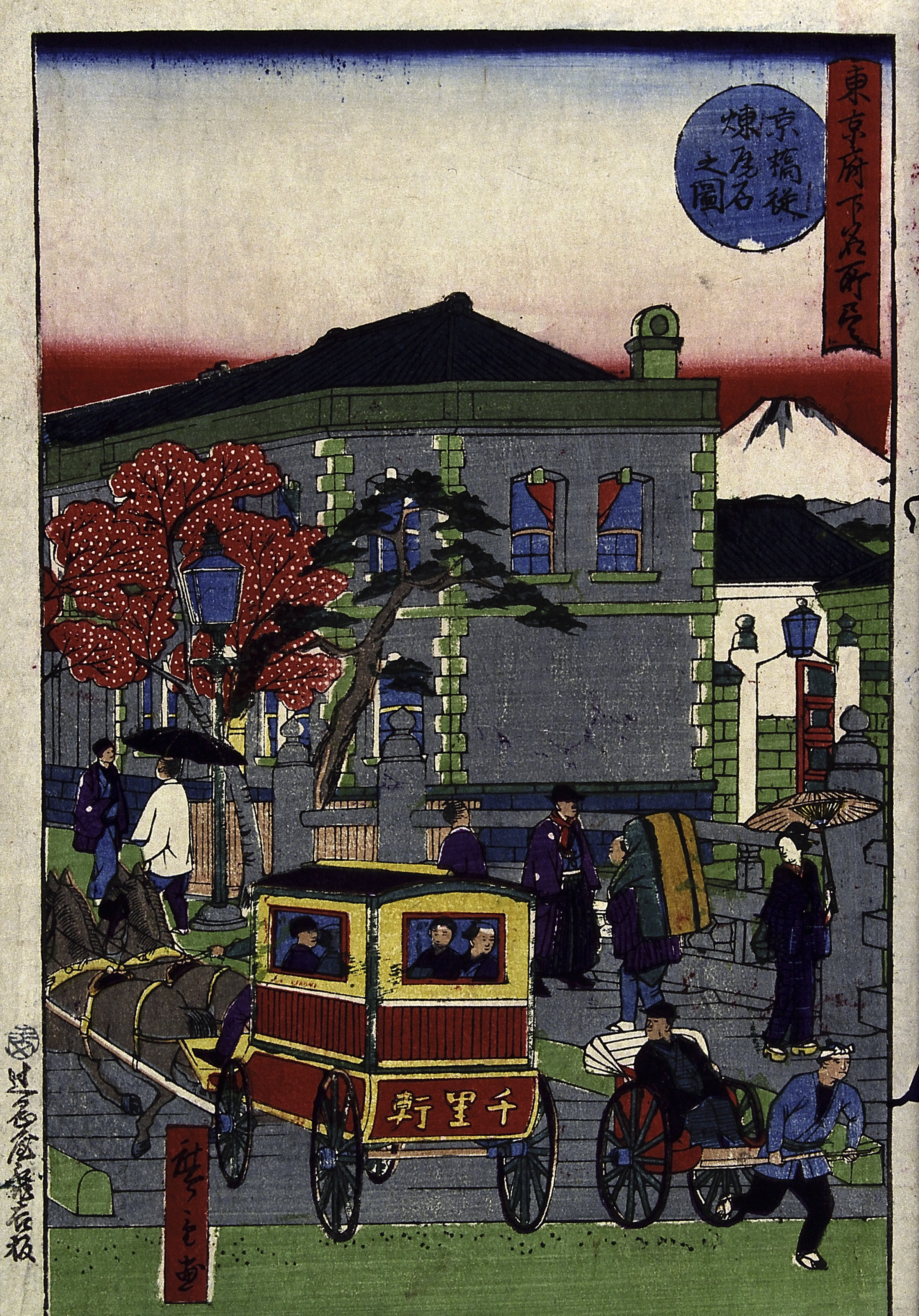
千里軒の乗合馬車。3代広重『東京府下名所尽 京橋従煉瓦石之図』より

日本における乗合馬車は、1869年（明治2年）に始まった。同年2月に、横浜と東京の外国公館を結ぶ乗合馬車が外国人のランガンとジョージによって運行され、同年5月には下岡蓮杖ら日本人商人の共同出資によって設立された成駒屋が横浜と東京間で乗合馬車の営業を開始した。この乗合馬車は、定員6人のヨーロッパ製馬車を2頭の馬でひき、運賃は3分（75銭） 、東京日本橋の橋詰と横浜の吉田橋（鉄橋）橋詰の間を往復し、片道の所要時間は4時間であった。
1874年（明治7年）には、皇宮御馬車係を辞任した由良守応が伊藤八兵衛らと乗合馬車会社「千里軒」を開業し、東京浅草雷門から新橋駅間に日本で初めて二階建て馬車を走らせた。由良は元内務省の役人で、岩倉使節団に随行して英国で乗合馬車を見て以来日本でも走らせたいと願い、英国から黒塗りの二階建て馬車2台を輸入し、馭者にもビロードの服とナポレオン帽を被らせた。定員30名、朝6時から午後8時まで一日6往復、乗り降り自由、運賃は10銭（途中下車は3銭）で運行を始めたが、馬の暴走で死傷者が出たため、二階建て馬車は1か月で禁止となり、以降は平屋の馬車で営業した。3代目広重の「東京開化名勝京橋石造銀座通り両側煉化石商家盛栄之図」には、千里軒の看板を車体につけた3頭立ての乗合馬車が描かれている。千里軒の路線は川越から高崎・宇都宮まで延び繁盛したが、同業者の増加や鉄道等の発達により、1880年（明治13年）に廃業した。

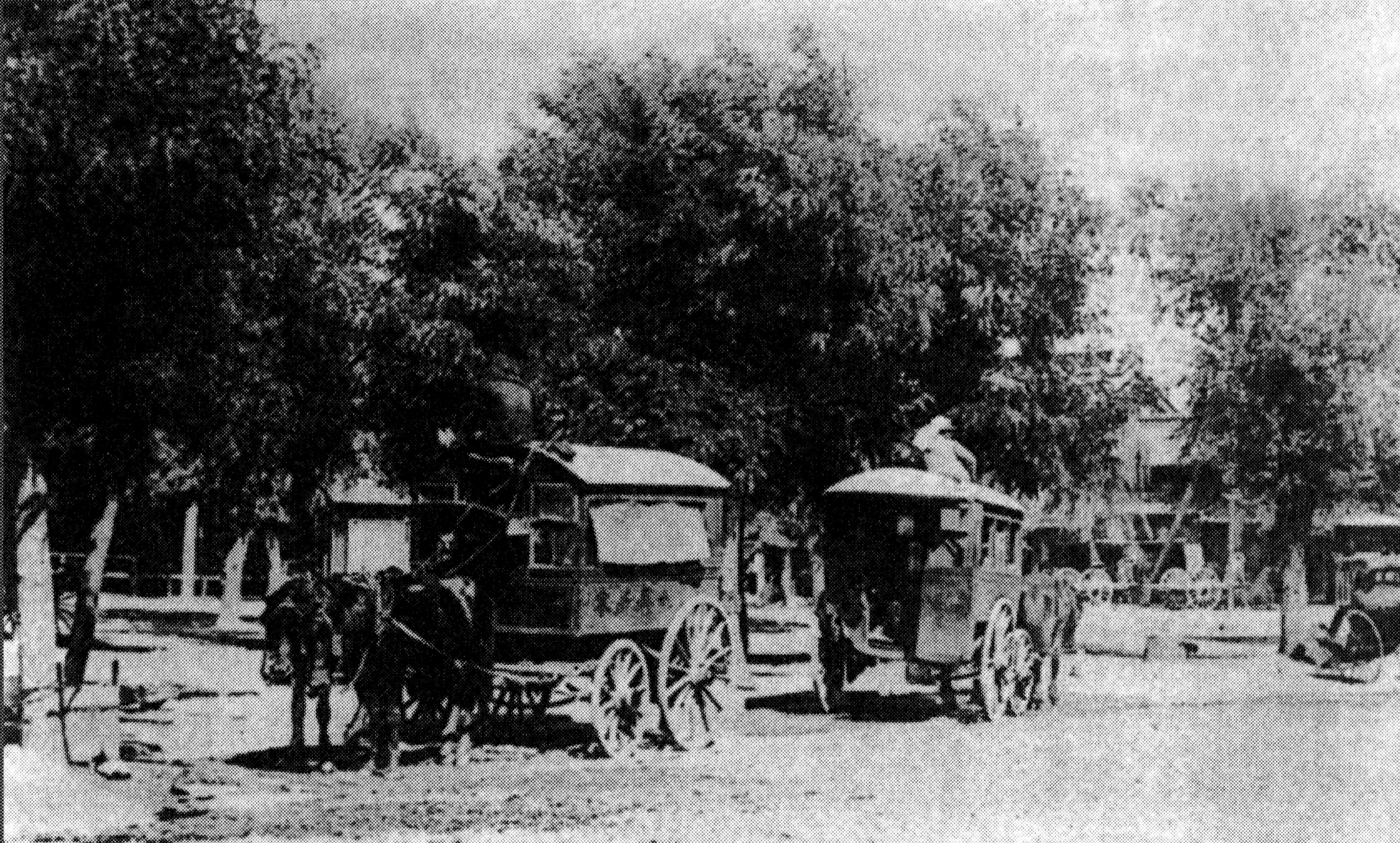
1870年頃の乗合馬車

明治10年代には、落語家の4代目橘家円太郎が乗り合い馬車の御者のまねをして評判になったところから、乗合馬車の別称として円太郎馬車とも呼ばれ親しまれた。その後全国に普及していったが、1900年代（明治30年代）には乗合自動車が現れ（最初の届け出は1903年の京都）、乗合馬車は1916 （大正5）年の8976台をピークに減少していき、鉄道や乗合自動車等の発達によって次第に姿を消していった。